# Follow the live
Albums de Jacques Higelin
Tombé du ciel
(1988) Higelin
(1990)
Follow the live est le quatrième album live de Jacques Higelin, sorti en 1990 et retraçant la tournée éponyme qui a suivi la sortie de l'album Tombé du ciel (1988).
L'album ne contient que 6 titres sur les 12 tirés de ce dernier album, les autres donnant aussi un rappel d'anciens titres du chanteur, certains peu entendus.
Pour une raison inconnue, sur le sites de streaming musical, le titre J'suis qu'un grain de poussière a été remplacé par une autre version, plus courte (4:01), chantée différemment, et ne comportant pas de monologue d'introduction.

## Pochette
La pochette du disque représente Jacques Higelin en contre-jour, la main sur le cœur, tel qu'il salue son public. Il est à noter aussi qu'il tutoie le public (« Tu es venu, alors tu vas chanter aussi, il n'y a pas de raison pour que je sois le seul à bosser » est une phrase entendue en direct durant ses longues élucubrations, entre deux morceaux, voire au milieu d'un morceau, notamment sur l'album Higelin à Mogador en 1981).

## Chansons
| 1.    | Mona Lisa klaxon                                | 7:27 |
| 2.    | Higelin tombé du ciel                           | 5:56 |
| 3.    | Chanson                                         | 7:46 |
| 4.    | Follow the line                                 | 5:33 |
| 5.    | Lettre à la petite amie de l'ennemi public n° 1 | 3:49 |
| 6.    | Je ne peux plus dire je t'aime                  | 6:15 |
| 7.    | Irradié                                         | 4:29 |
| 8.    | J'suis qu'un grain de poussière                 | 4:14 |
| 9.    | La Rousse au chocolat                           | 3:49 |
| 10.   | Poil dans la main                               | 6:09 |
| 11.   | Bras de fer                                     | 4:34 |
| 12.   | Parc Monsouris (à mon père)                     | 9:13 |
| 13.   | Slim Black Boogie                               | 5:59 |
| 75:19 |                                                 |      |